# Dragonana dracontea
Dragonana dracontea är en insektsart som beskrevs av Gibson 1919. Dragonana dracontea ingår i släktet Dragonana och familjen dvärgstritar. Inga underarter finns listade i Catalogue of Life.